# Gliese 581 d
Gliese 581 d là một ngoại hành tinh (nằm ngoài Hệ Mặt Trời) cách khoảng 20 năm ánh sáng từ chòm sao Thiên Xứng. Hành tinh này được tìm thấy vào năm 2007, nhưng mãi đến đầu năm 2009 các nhà nghiên cứu mới nhận thấy quỹ đạo của nó nằm trong vùng có khả năng nuôi dưỡng sự sống, xoay quanh một ngôi sao giống Mặt Trời và cho phép nước tồn tại trên bề mặt ở dạng lỏng.

## Khám phá
Một nhóm các nhà thiên văn học dẫn đầu bởi Stéphane Udry thuộc Đài Quan Sát Geneva sử dụng thiết bị HARPS trên Đài quan sát Nam Âu với kính viễn vọng đường kính 3.6 mét ở La Silla, Chile để khám phá hành tinh vào năm 2007. Thành viên nhóm Udry dùng kỹ thuật xuyên tâm , trong đó khối lượng của một hành tinh được xác định dựa trên những nhiễu loạn nhỏ nó gây ra trong các ngôi sao mẹ của ngôi sao của nó lên quỹ đạo thông qua lực hấp dẫn.
Các chuyển động của ngôi sao mẹ chỉ ra một khối lượng tối thiểu của Gliese 581 d bằng 7,09 lần khối lượng Trái Đất. Mô phỏng động lực của hệ thống sao Gliese 581 giả định rằng các quỹ đạo của ba hành tinh là đồng phẳng cho thấy hệ thống trở nên không ổn định nếu khối lượng của các hành tinh lớn hơn 1,6-2 lần so với giá trị tối thiểu. Điều này cho thấy một giới hạn khối lượng trên cho Gliese 581 d là 13,8 lần khối lượng Trái Đất.

## Khí hậu và khả năng nuôi dưỡng sự sống
Ban đầu nó được nghĩ rằng quỹ đạo của Gliese 581 d nằm bên ngoài vùng có khả năng nuôi dưỡng sự sống của hệ ngôi sao của nó. Tuy nhiên, đến năm 2009, đội nghiên cứu phát hiện ban đầu đã điều chỉnh dự toán ban đầu các thông số quỹ đạo của hành tinh, tìm ra rằng quỹ đạo của hành tinh gần với mặt trời của nó so với ban đầu đã tin. Họ kết luận rằng hành tinh này nằm trong vùng sinh sống nơi nước lỏng có thể tồn tại. Theo Stéphane Udry nói rằng "Hành tinh có thể được bao phủ bởi một 'đại dương sâu và rộng lớn' ", đó là ứng cử viên đầu tiên là hành tinh đại dương rất đặc biệt đáng lưu ý.

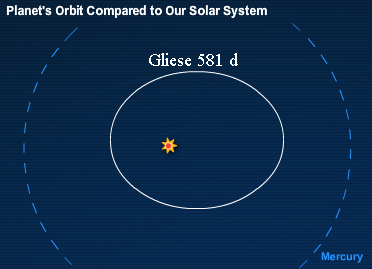
Hành tinh Gliese 581 d có quỹ đạo tương tự như Thủy Tinh (0.38AU) trong hệ mặt trời của chúng ta.

Tính trung bình, ánh sáng mà Gliese 581 d nhận được từ mặt trời của nó bằng khoảng 30% của cường độ của ánh sáng mặt trời trên Trái Đất. Bằng cách so sánh, ánh sáng mặt trời trên Sao Hỏa bằng khoảng 40% cường độ đó trên Trái Đất. Điều đó có thể dường như cho thấy rằng Gliese 581 d là quá lạnh để hỗ trợ các nước ở dạng lỏng và do đó là khắc nghiệt với cuộc sống. Tuy nhiên, một hiệu ứng nhà kính trong khí quyển đáng kể có thể làm tăng nhiệt độ hành tinh. Ví dụ, riêng nhiệt độ của Trái Đất sẽ là khoảng -18 °C  nếu không có bất kỳ loại khí nhà kính nào. Nếu bầu khí quyển của Gliese 581 d đủ lớn tạo ra một hiệu ứng nhà kính, sau đó các bề mặt nhiệt độ cũng có thể cho phép nước hóa lỏng và các hành tinh có thể hình dung có thể hỗ trợ cuộc sống.
Gliese 581 d có lẽ là quá lớn để được cấu tạo duy nhất bởi vật liệu đá, nhưng nó là suy đoán rằng đó là một hành tinh băng giá đã di chuyển gần hơn đến ngôi sao. Tính toán của Barnes đề xuất, tuy nhiên, nhiệt thủy triều quá thấp để giữ cho kiến tạo địa tầng đang hoạt động trên hành tinh, trừ khi phóng xạ nhiệt có phần cao hơn dự kiến.

## bài liên quan
- Gliese 581 g
- Gliese 581
- Gliese 581 e
- Gliese 581 c